# Трегубовка
Трегу́бовка (рос. Трегубовка, ерз. Трегубовка) — присілок у складі Старошайговського району Мордовії, Росія. Входить до складу Новофедоровського сільського поселення.
Населення — 8 осіб (2010; 31 у 2002).
Національний склад (станом на 2002 рік):
- росіяни — 97 %